# 1452 na arte

## Nascimentos
| Data        | Nome              | Profissão | Nacionalidade     | Observações | Ref |
| ----------- | ----------------- | --- | ----------------- | ----------- | --- |
| 15 de abril | Leonardo da Vinci | pintor, escultor, arquiteto, engenheiro, matemático, fisiólogo, químico, botânico, geólogo, cartógrafo, físico, mecânico, inventor, anatomista, escritor, poeta, músico | Reino da Sardenha | m. 1519     |     |